# Sărituri cu schiurile la Jocurile Olimpice de iarnă din 2018 - Individual feminin, trambulină normală
Proba de sărituri cu schiurile, individual feminin trambulină normală de la Jocurile Olimpice de iarnă din 2018 de la Pyeongchang, Coreea de Sud a avut loc pe 12 februarie 2018 la Alpensia Ski Jumping Centre.

## Program
Orele sunt orele Coreei de Sud (ora României + 7 ore).
| Dată         | Ora         | Rundă  |
| ------------ | ----------- | ------ |
| 12 februarie | 21:50-23:20 | Finala |

## Rezultate
Finala a început la ora 21:50.
| Loc | Număr de concurs | Nume                       | Țara                         | Runda 1      | Runda 1 | Runda 1 | Runda finală             | Runda finală             | Runda finală             | Total                    |
| Loc | Număr de concurs | Nume                       | Țara                         | Distanța (m) | Puncte  | Loc     | Distanța (m)             | Puncte                   | Loc                      | Puncte                   |
| --- | ---------------- | -------------------------- | ---------------------------- | ------------ | ------- | ------- | ------------------------ | ------------------------ | ------------------------ | ------------------------ |
| 1   | 35               | Maren Lundby               | Norvegia                     | 105,5        | 125,4   | 1       | 110,0                    | 139,2                    | 1                        | 264,6                    |
| 2   | 34               | Katharina Althaus          | Germania                     | 106,5        | 123,2   | 2       | 106,0                    | 129,4                    | 2                        | 252,6                    |
| 3   | 33               | Sara Takanashi             | Japonia                      | 103,5        | 120,3   | 3       | 103,5                    | 123,5                    | 3                        | 243,8                    |
| 4   | 31               | Irina Avvakumova           | Sportivii Olimpici ai Rusiei | 99,0         | 114,7   | 4       | 102,0                    | 116,0                    | 5                        | 230,7                    |
| 5   | 30               | Carina Vogt                | Germania                     | 97,0         | 108,6   | 6       | 101,5                    | 119,3                    | 4                        | 227,9                    |
| 6   | 19               | Daniela Iraschko-Stolz     | Austria                      | 101,5        | 113,3   | 5       | 99,0                     | 112,6                    | 7                        | 225,9                    |
| 7   | 26               | Nika Križnar               | Slovenia                     | 101,0        | 108,5   | 7       | 104,0                    | 114,7                    | 6                        | 223,2                    |
| 8   | 22               | Ramona Straub              | Germania                     | 98,5         | 104,4   | 10      | 98,5                     | 106,1                    | 8                        | 210,5                    |
| 9   | 32               | Yuki Ito                   | Japonia                      | 94,0         | 105,1   | 9       | 93,0                     | 98,8                     | 10                       | 203,9                    |
| 10  | 25               | Juliane Seyfarth           | Germania                     | 102,5        | 108,3   | 8       | 90,0                     | 86,0                     | 17                       | 194,3                    |
| 11  | 29               | Chiara Hölzl               | Austria                      | 88,0         | 92,2    | 14      | 95,5                     | 101,0                    | 9                        | 193,2                    |
| 12  | 23               | Kaori Iwabuchi             | Japonia                      | 93,5         | 98,2    | 11      | 89,0                     | 90,1                     | 13                       | 188,3                    |
| 13  | 21               | Jacqueline Seifriedsberger | Austria                      | 93,0         | 93,7    | 13      | 92,0                     | 89,8                     | 14                       | 183,5                    |
| 14  | 27               | Ema Klinec                 | Slovenia                     | 91,5         | 94,2    | 12      | 89,0                     | 87,4                     | 16                       | 181,6                    |
| 15  | 17               | Lara Malsiner              | Italia                       | 88,5         | 90,2    | 16      | 92,5                     | 89,3                     | 15                       | 179,5                    |
| 16  | 15               | Silje Opseth               | Norvegia                     | 89,5         | 83,5    | 18      | 91,5                     | 94,7                     | 11                       | 178,2                    |
| 17  | 24               | Yūka Setō                  | Japonia                      | 93,0         | 90,3    | 15      | 89,0                     | 81,7                     | 24                       | 172,0                    |
| 18  | 20               | Manuela Malsiner           | Italia                       | 86,5         | 79,6    | 20      | 89,0                     | 83,8                     | 22                       | 163,4                    |
| 19  | 3                | Sarah Hendrickson          | Statele Unite ale Americii   | 86,0         | 76,7    | 23      | 88,0                     | 83,9                     | 21                       | 160,6                    |
| 20  | 16               | Chang Xinyue               | China                        | 83,0         | 69,6    | 26      | 84,5                     | 85,3                     | 18                       | 154,9                    |
| 21  | 9                | Lucile Morat               | Franța                       | 86,5         | 79,7    | 19      | 86,5                     | 75,1                     | 27                       | 154,8                    |
| 22  | 18               | Špela Rogelj               | Slovenia                     | 80,0         | 64,3    | 28      | 90,5                     | 90,2                     | 12                       | 154,5                    |
| 23  | 11               | Julia Kykkänen             | Finlanda                     | 85,0         | 77,2    | 22      | 84,0                     | 75,4                     | 26                       | 152,6                    |
| 24  | 7                | Alexandra Kustova          | Sportivii Olimpici ai Rusiei | 85,0         | 77,3    | 21      | 85,5                     | 75,0                     | 28                       | 152,3                    |
| 25  | 14               | Sofia Tikhonova            | Sportivii Olimpici ai Rusiei | 86,5         | 75,0    | 24      | 86,0                     | 75,8                     | 25                       | 150,8                    |
| 25  | 12               | Daniela Haralambie         | România                      | 80,5         | 66,5    | 27      | 85,0                     | 84,3                     | 20                       | 150,8                    |
| 27  | 10               | Anastasiya Barannikova     | Sportivii Olimpici ai Rusiei | 88,0         | 83,7    | 17      | 82,0                     | 65,3                     | 29                       | 149,0                    |
| 28  | 13               | Léa Lemare                 | Franța                       | 74,5         | 62,3    | 29      | 93,5                     | 84,5                     | 19                       | 146,8                    |
| 29  | 6                | Abby Ringquist             | Statele Unite ale Americii   | 77,5         | 62,0    | 30      | 91,0                     | 82,4                     | 23                       | 144,4                    |
| 30  | 28               | Urša Bogataj               | Slovenia                     | 84,5         | 71,2    | 25      | 81,0                     | 64,0                     | 30                       | 135,2                    |
| 31  | 4                | Nita Englund               | Statele Unite ale Americii   | 77,0         | 57,9    | 31      | Nu a avansat mai departe | Nu a avansat mai departe | Nu a avansat mai departe | Nu a avansat mai departe |
| 32  | 5                | Taylor Henrich             | Canada                       | 78,0         | 56,5    | 32      | Nu a avansat mai departe | Nu a avansat mai departe | Nu a avansat mai departe | Nu a avansat mai departe |
| 33  | 8                | Elena Runggaldier          | Italia                       | 71,5         | 48,8    | 33      | Nu a avansat mai departe | Nu a avansat mai departe | Nu a avansat mai departe | Nu a avansat mai departe |
| 34  | 1                | Evelyn Insam               | Italia                       | 72,0         | 46,4    | 34      | Nu a avansat mai departe | Nu a avansat mai departe | Nu a avansat mai departe | Nu a avansat mai departe |
| 35  | 2                | Park Guy-lim               | Coreea de Sud                | 56,0         | 14,2    | 35      | Nu a avansat mai departe | Nu a avansat mai departe | Nu a avansat mai departe | Nu a avansat mai departe |